# Новотураево
Новотураево (баш. Яңы Турай) — село в Ермекеевском районе Республики Башкортостан Российской Федерации. Входит в состав  Бекетовского сельсовета.

## География

### Географическое положение
Расстояние до:
- районного центра (Ермекеево): 47 км,
- центра сельсовета (Бекетово): 22 км,
- ближайшей ж/д станции (Талды-Булак): 6 км.

## История
Село было основано между 1834 и 1859 годами башкирами села Тураево (ныне Старотураево) Байларской волости на собственных вотчинных землях.
В 1906 году в селе была учтена мечеть.

## Население
| 2002 | 2009 | 2010 |
| ---- | ---- | ---- |
| 288  | ↘278 | ↘269 |

Национальный состав
Согласно переписи 2002 года, преобладающие национальности —  башкиры (52 %), татары (44 %).